# NGC 3120
NGC 3120 este o emission-line galaxy⁠(d) situată în constelația Mașina Pneumatică. A fost descoperită în 22 ianuarie 1838 de către John Herschel. Se află la o distanță de 23,12 de megaparseci de Pământ.